# David Middleton Greig
David Middleton Greig (ur. 1864, zm. 1936) – szkocki lekarz. Jego ojciec i dziadek również byli lekarzami. Początkowo studiował na Uniwersytecie Św. Andrzeja, by później przenieść się na Uniwersytet Edynburski. Studia medyczne ukończył w 1885. Początkowo wspólną praktykę z ojcem; po jego śmierci zatrudnił się w Royal Asylum w Perth. Stamtąd przeniósł się do Baldovan Institute for Imbecile Children. Przez trzy lata był chirurgiem wojskowym w Anglii i w Indiach, po powrocie pracował w Dundee Royal Infirmary. Podczas II wojny burskiej służył pod gen. Redversem Bullerem w Natalu. Poza zainteresowaniami medycznymi, zajmował się też muzyką i literaturą, wydał też tom poezji poezji, The Rhymes of D.R.I..